# Okrug Grant, Novi Meksiko
| Grant                                                      |                               |
| Zemljovid Novog Meksika s označenim okrugom Grantom.       |                               |
| Zemljovid SAD s označenom saveznom državom Novim Meksikom. |                               |
| Osnovan:                                                   | 1868.                         |
| Sjedište:                                                  | Silver City                   |
| Najveće naselje:                                           | Silver City                   |
| Površina:                                                  | 10.277 km2                    |
| Br. stanovnika (2010.):                                    | 29.514                        |
| Kongresni okrug:                                           | 2.                            |
| Vremenska zona:                                            | Stjenjačko vrijeme: UTC-7/-6  |
| Službene stranice:                                         | http://www.grantcountynm.com/ |

Grant je okrug u američkoj saveznoj državi Novom Meksiku.

## Stanovništvo
Prema popisu stanovništva 2010., stanovnici su 84,9% bijelci, 0,9% "crnci ili afroamerikanci", 1,4% "američki Indijanci i aljaskanski domorodci", 0,4% Azijci, 0,1% Havajci ili tihooceanski otočani, 2,8% dviju ili više rasa, 9,8% ostalih rasa. Hispanoamerikanaca i Latinoamerikanaca svih rasa bilo je 48,3%.

## Vanjske poveznice
- Postal History Poštanski uredi u okrugu Grantu, Novi Meksiko